# 博萊斯瓦夫·皮亞塞茨基
博莱斯瓦夫·博格丹·皮亚塞茨基（1915年2月18日—1979年1月1日），波蘭民族主義政治家、律師、波蘭軍隊軍官和作家。於1935年至1939年間，擔任全國激進陣營的領導人。曾做為政治犯被關押於別廖扎·卡吐斯切監獄。在二戰期間創立了民族同盟，後與波蘭家鄉軍合併。其創立了PAX协会，並長時間擔任該會主席。於1971年至1979年間，為波蘭國務委員會的成員。亦曾是波蘭人民共和國眾議院第4、5、6、7屆的成員。

## 生平

### 第二次世界大戰前
博莱斯瓦夫·皮亚塞茨基出生於一個文人家庭，其父魯道米拉（Ludomira；1876年－1947年）為一名農學家。
1927年，波列斯瓦夫·皮亞塞基進入華沙揚·扎莫厄斯基中學就讀。在中學就學期間，他曾加入童軍。波列斯瓦夫於1931年5月自中學畢業，然後在1935年畢業於華沙大學法律系。波列斯瓦夫在大學就學期間，成為大波蘭陣營大學部的領頭人，同時活躍於波蘭民族黨青年部。波列斯瓦夫與其他人共同創立了全國激進陣營，以及其中的一個分支——法蘭加民族激進陣營，並以反共和反猶太人為宣傳主軸。波列斯瓦夫與其政黨多被視為法西斯主義者和政黨。1934年7月15日至16日的晚間，波列斯瓦夫遭到拘留，並關押於別廖扎·卡吐斯切監獄。1934年9月獲釋後，其繼續領導遭到查禁的全國激進陣營方陣。

### 第二次世界大戰期間
九月戰役時，波列斯瓦夫加入了波蘭的裝甲部隊，軍階為少尉。戰役結束後，波列斯瓦夫被蓋世太保逮捕，後來因為一個具有影響力的義大利家族介入調查，才令他在1940年4月被釋放。波列斯瓦夫在被釋放後，加入了波蘭的地下反抗組織，並創建了名為民族同盟的組織。此外，他還擔任了精銳士官軍的指揮官，自1943年5月以來，該部隊曾與德國人交戰32次。該部隊在1943年併入波蘭家鄉軍後，他擔任了波蘭家鄉軍第77步兵團第3營中尉營長，該部隊主要在現今白俄羅斯新格魯多克一帶作戰。暴風雪行動期間，波列斯瓦夫成功躲避了德國人的追捕，回到波蘭中部地帶之後，他持續參與了相關的地下活動，但這次卻是針對波兰民族解放委员会。1944年11月，波列斯瓦夫遭到蘇聯軍方逮捕並關押於盧布林。伊萬·亞歷山德羅維奇·謝羅夫將軍曾多次審訊他。在波列斯瓦夫給謝羅夫將軍的信件中，稱自己支持新政府的農業改革、社會改革、工業國有化政策，並有意帶領人民反抗地下組織。波列斯瓦夫形容自己的人生，都花在從事反政府運動、別寥札監獄、被蓋世太保所抓，以及反希特勒游擊戰上。與此同時，他以重新開始發展的環境作為主要論點，撰寫成請願書呈現給政府，並刊載在《今日與明日》周刊上。而在1945年7月，波列斯瓦夫重獲自由。

### 波蘭人民共和國
二戰結束後，他與其他人共同創立以及管理《今日與明日》周刊，並稱是世俗天主教的社會改革運動。1947年，波列斯瓦夫創立了PAX协会，並一直擔任該協會主席直到去世。波蘭天主教會對波列斯瓦夫個人，和其建立的組織始終保持友好態度，然而在1953年，波列斯瓦夫強烈要求斯德望·維辛斯基接受波蘭統一工人黨所提名的主教人選不成後，雙方正式分道揚鑣。並使聖座更加嚴格的審視PAX協會的行為。
波列斯瓦夫在1954年出版了（重要議題。1945－1954的文章），而該書在1955年6月28日時，與波列斯瓦夫的《今日與明日》周刊一起，被天主教訓導並列入禁書目錄之中。波列斯瓦夫從未正式收回自己的觀點，不過他將上述著作的書名中「Zagadnienia istotne」（重要議題）給去除了。《今日與明日》週刊則在1956年5月停刊，並被新的雜誌——《方向》（Kierunki）所取代。
第二次世界大戰結束後，波列斯瓦夫隨即與波蘭安全辦公室合作。該單位給了他「韃靼人」（Tatar）的代號。此後，波列斯瓦夫改善了波蘭裔政治移民在倫敦生活的環境。根據茱莉亞·布萊斯泰格上校的報告，她認為波列斯瓦夫試圖利用這種合作關係，來強化他反抗政府的地位。
波列斯瓦夫對1956年的政治解凍，始終抱持懷疑態度。同年10月的政治鬥爭中，他支持親史達林主義的納托林派，以對抗他認為被猶太人控制的普瓦萬涅。1956年，波列斯瓦夫成為民族團結陣線民族委員會的主席團成員，但任期僅有數個月。1965年開始，波列斯瓦夫成為PAX協會主席，並連續擔任波蘭人民共和國眾議院的第4、5、6、7屆委員。1971年至1979年間，波列斯瓦夫亦為波蘭國務委員會的成員。1968年3月，他與「Paksem」的所有成員，共同支持米奇斯瓦夫·莫查以及其派系所組織的反智、反猶活動。
波何丹（Bohdan）是波列斯瓦夫的兒子，就讀聖奧古斯丁高中，1957年1月22日遭人殺害，年僅15歲。波何丹的屍體一直到1958年12月8日才被尋獲。關於該案擄人並將人殺害的動機，在過去曾被認為是要對波何丹的父親——波列斯瓦夫——過去的政治活動展開報復，然而現今的国家记忆研究院，則傾向是要向波列斯瓦夫勒索贖金的說法，在案件發生的年代中，波列斯瓦夫為波蘭中最富有的人之一。因為波列斯瓦夫的影響，此案一直到1982年才結案，成為波蘭歷史上偵查時間最長的案件，然而此案的真凶始終未被找到。內政部中，以副部長安東尼·阿爾斯特為首的猶太陣營，曾被懷疑雇用了此案的嫌犯。有一種假說認為，這起案件的背後，是為了報復波列斯瓦夫在戰間期所做的「反猶太及法西斯」活動。然而在波何丹被綁架後，國民警察將其人手都派往了國外，且大多數都被派遣至以色列，所以無法對嫌疑犯進行訊問。另一起暗殺中，一群波蘭公安部的猶太官員被指是作案兇手。而這件事很有可能只是一場公安部內的派系鬥爭，這些謀殺甚至可能不曾被預先策畫過。
波蘭人民共和國時期，有關波列斯瓦夫·皮亞塞基的訊息都會受到審查，以確保其名字在新聞媒體上不會出現於波蘭人民共和國當局旁，和與波蘭統一工人黨產生關聯。

## 榮譽與獎項
- 波蘭軍事十字勳章的銀十字架（1944）
- 波蘭復興勳章指揮官十字星級（1964），曾授予指揮官十字級（1955）
- 一級勞動旗幟勳章 (1969)

### 書籍
- Smolna 30. Gimnazjum im. Jana Zamoyskiego Warszawa: PIW, 1989.

### 資料來源
1. ↑  Marek Kietliński, Artur Pasko.  (PDF). 比亞維斯托克: 212. 2006  [2020-04-17]. ISBN 83-60534-47-0. （原始内容存档 (PDF)于2019-03-22）.
2. ↑  . mysl-polska.pl.   [2020-04-17]. （原始内容存档于2020-09-18）.
3. ↑  . sejm-wielki.pl.   [2020-04-17]. （原始内容存档于2019-04-06）.
4. ↑   Smolna 30. Gimnazjum im. Jana Zamoyskiego, Warszawa: PIW, 1989, 頁353，1931年畢業生列表第34號（可見Bolesław Bogdan Piasecki之名），其照片位於頁224的第47號
5. ↑  諾曼·戴維斯. . 卡爾可夫: Wydawnictwo ZNAK. 1999: 1029. ISBN 83-7006-911-8.
6. ↑  Marek Borucki.  28. : 5. ISBN 978-83-60751-08-4.
7. ↑  Mikołaj Rostworowski, Słowo o Paxie 1945–1956, Warsaw, 1968, p. 21
8. 1 2  Mikołaj Rostworowski, Słowo o Paxie 1945–1956, Warsaw, 1968, p. 22
9. 1 2  彼得·奧盛嘉（波兰语：Piotr Osęka）. . Ale Historia. 2013-03-25  [2020-04-20]. （原始内容存档于2014-05-05）.
10. ↑  齊格蒙特·齊林斯基（波兰语：Zygmunt Zieliński (historyk)）. . 波蘭拉多姆: POLWEN. 2003: 79.
11. ↑  安德烈·庫納特（波兰语：Andrzej Kunert）. . 華沙. 1987: 128.
12. ↑  彼得·貢塔爾奇克（波兰语：Piotr Gontarczyk）. . 波茲南. 2013: 167－172. ISBN 9788377851531.
13. ↑  Piotr Osęka. . 政治周刊. 2013-01-22  [2020-04-29]. （原始内容存档于2013-07-04）.
14. ↑  彼得·柴霍維茨（波兰语：Piotr Zychowicz）. . 波蘭共和國報（英语：Rzeczpospolita）. 2007-12-10  [2020-04-29]. （原始内容存档于2017-10-10）.

## 延伸閱讀
- Mikołaj Kunicki (2005). "The Red and the Brown: Boleslaw Piasecki, the Polish Communists, and the Anti-Zionist Campaign in Poland, 1967-68". East European Politics & Societies 19 (2): pp. 185–225.
- Dudek, Antoni/Pytel, Grzegorz (1990). Bolesław Piasecki. Próba biografii politycznej (Wstęp Jan Józef Lipski). Londyn: Aneks. ISBN 0-906601-74-6.